# Lehi (Utah)
Lehi es una ciudad del condado de Utah, estado de Utah, Estados Unidos. Recibe su nombre por Lehi, un profeta en el libro Mormón. Según el censo de 2000, la ciudad tenía una población de 19.028.Se estima que en 2005 la población era de 31.731 habitantes. Lehi es una de las ciudades del estado con mayor población

## Geografía
Lehi se encuentra en las coordenadas 40°24′6″N 111°51′31″O / 40.40167, -111.85861.
Según la oficina del censo de Estados Unidos, la ciudad tiene una superficie total de 53,3 km². De los cuales 52,6 km² son tierra y 0,6 km² están cubiertos de agua.
- Datos: Q1010595
- Multimedia: Lehi, Utah / Q1010595

1. ↑  Zip Data Maps, código ZIP n.º 84043.